# لويس بورتر
لويس بورتر (بالإنجليزية: Lewis Porter)‏ هو صحفي الموسيقى ومؤلف وعازف بيانو أمريكي، ولد في 14 مايو 1951.

## وصلات خارجية
- لويس بورتر على موقع IMDb (الإنجليزية)
- لويس بورتر على موقع ميوزك برينز (الإنجليزية)
- لويس بورتر على موقع أول ميوزيك (الإنجليزية)
- لويس بورتر على موقع ديسكوغز (الإنجليزية)